# Olga- en Elisabethkerk
De Kerk van de HH. Olga en Elisabeth (Oekraïens: Це́рква святи́х О́льги і Єлизаве́ти) is een kerkgebouw in de Oekraïense stad Lviv. Het tussen het centraal station en de oude binnenstad gelegen kerkgebouw werd oorspronkelijk alleen gewijd aan Sint-Elisabeth en als een rooms-katholiek godshuis opgericht. Tegenwoordig is het aan de heiligen Sint-Olga en Sint-Elisabeth gewijde gebouw in gebruik als een Grieks-katholieke kerk.

## Geschiedenis

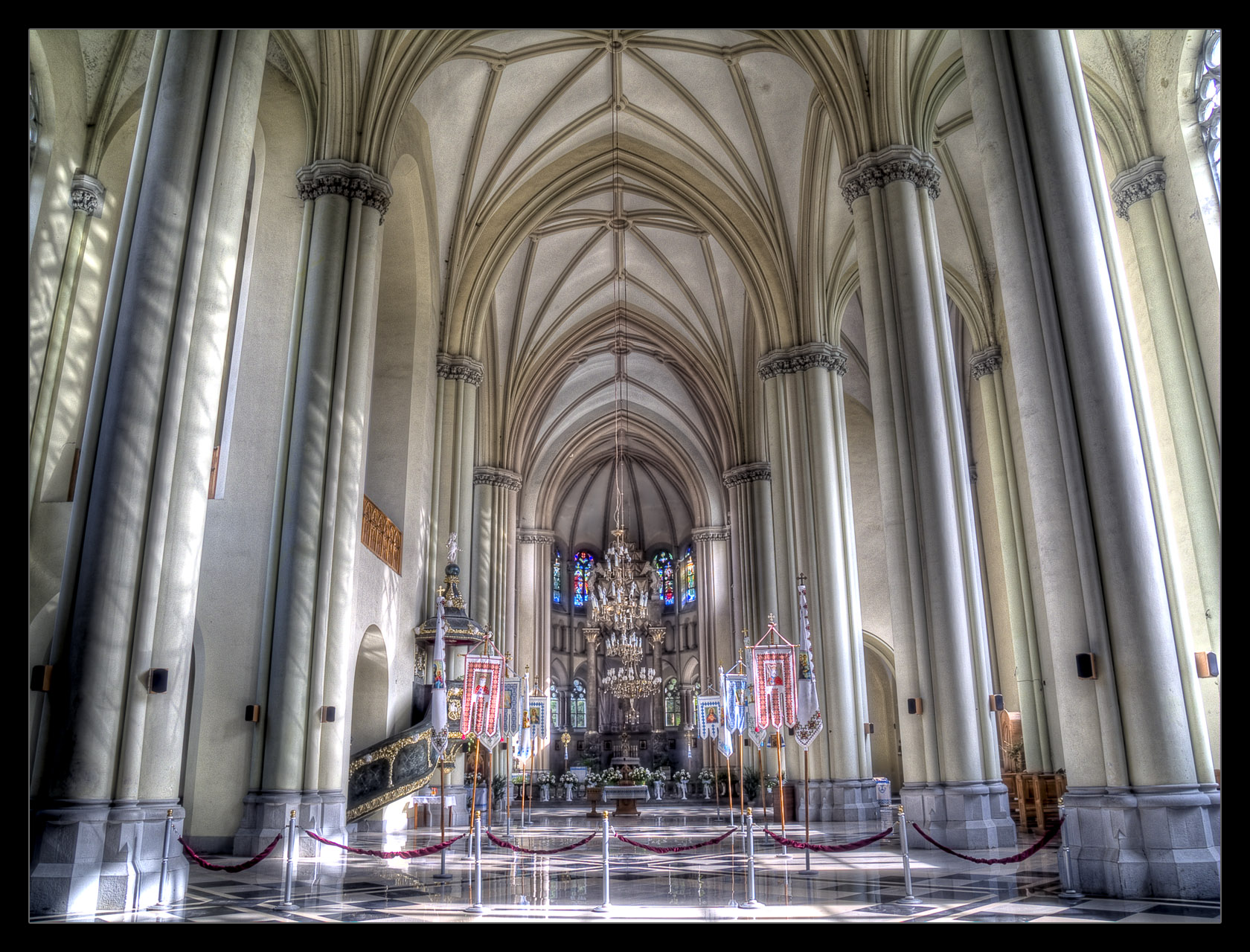
Interieur

De kerk werd gebouwd in opdracht van aartsbisschop Józef Bilczewski in de jaren 1903-1911 als parochiekerk voor de dynamisch groeiende westelijke buitenwijk van de stad. Het gebouw werd ontworpen door de Poolse architect Teodor Talowski (* 23 maart 1857 in Zasów, † 1 mei 1910 in Lemberg) in de neogotische stijl, vergelijkbaar met die van de Votiefkerk in Wenen.
Het kerkgebouw kreeg een prominente plaats op een heuvel. De gevel ervan wordt geflankeerd door twee torens; aan de noordzijde bevindt zich nog een 85 meter hoge klokkentoren.
In 1939 werd de kerk beschadigd bij een bombardement op de stad. Tijdens de bezetting van Lemberg door de Sovjets werd de kerk gesloten, maar tijdens de erop volgende Duitse bezetting weer heropend. In mei 1946 vierde de kerk de laatste rooms-katholieke mis. Daarna werd het ontheiligde gebouw gebruikt als opslagplaats. Het interieur onderging een opzettelijke vernietiging: het oorspronkelijke kerkmeubilair (met uitzondering van de kansel), de zijaltaren, het orgel, de glas-in-loodramen en andere decoraties verdwenen. Het gebouw raakte steeds verder in verval, totdat het met de instorting van de Sovjet-Unie werd teruggegeven aan de gelovigen. In 1991 vond er weer voor het eerst een kerkdienst plaats en werd de kerk opnieuw ingewijd als de Grieks-katholieke Olga- en Elisabethkerk.